# هو ليانغ
هو ليانغ (بالصينية: 胡亮) هو لاعب هوكي الحقل صيني، ولد في 8 يوليو 1974.

## وصلات خارجية
- هو ليانغ على موقع أوليمبيديا (الإنجليزية)